# Чінеке
Чінеке (рос. Чинеке) — село у Вілюйському улусі Республіки Сахи Російської Федерації.
Населення становить 875 осіб. Орган місцевого самоврядування — Чернишевський наслег.

## Географія

### Клімат
| Клімат Чінеке             | Клімат Чінеке | Клімат Чінеке | Клімат Чінеке | Клімат Чінеке | Клімат Чінеке | Клімат Чінеке | Клімат Чінеке | Клімат Чінеке | Клімат Чінеке | Клімат Чінеке | Клімат Чінеке | Клімат Чінеке | Клімат Чінеке |
| Показник                  | Січ.          | Лют.          | Бер.          | Квіт.         | Трав.         | Черв.         | Лип.          | Серп.         | Вер.          | Жовт.         | Лист.         | Груд.         | Рік           |
| Середній максимум, °C     | −33,9         | −27,1         | −13,1         | −0,6          | 10,4          | 21,0          | 24,3          | 20,2          | 10,3          | −3,8          | −22,8         | −31,5         | −3            |
| Середня температура, °C   | −37,5         | −31,8         | −20,1         | −7,4          | 4,8           | 14,6          | 18,0          | 14,2          | 5,5           | −7,7          | −26,6         | −35,1         | −9            |
| Середній мінімум, °C      | −41           | −36,5         | −27           | −14,1         | −0,8          | 8,3           | 11,8          | 8,3           | 0,8           | −11,5         | −30,4         | −38,7         | −14           |
| Норма опадів, мм          | 11            | 7             | 8             | 11            | 21            | 37            | 47            | 35            | 32            | 26            | 19            | 15            | 269           |
| ------------------------- | ------------- | ------------- | ------------- | ------------- | ------------- | ------------- | ------------- | ------------- | ------------- | ------------- | ------------- | ------------- | ------------- |
| Джерело: climate-data.org |               |               |               |               |               |               |               |               |               |               |               |               |               |

## Історія
Згідно із законом від 30 листопада 2004 року органом місцевого самоврядування є Чернишевський наслег.

## Населення
| 2002 | 2010 | 2012 | 2013 | 2014 | 2015 | 2016 |
| ---- | ---- | ---- | ---- | ---- | ---- | ---- |
| 984  | ↘945 | ↘924 | ↘898 | ↘880 | ↘874 | ↘856 |
| 2017 | 2018 |      |      |      |      |      |
| ↗864 | ↗875 |      |      |      |      |      |